# Al-Hidd Sports and Cultural Club
La squadra di calcio Al-Hidd Sports and Cultural Club meglio nota come Al-Hidd è una società bahreinita, milita nella Bahrein First Division League di cui detiene il titolo 2015-2016.

## Palmarès
- Campionati bahreiniti: 2

2015-2016, 2019-2020
- Campionati bahreiniti di seconda divisione: 2

1970, 2009-2010
- Bahraini King's Cup: 1

2015
- Bahraini FA Cup: 1

2015
- Bahraini Super Cup: 2

2015, 2016

## Performance nelle competizioni internazionali

### Performance nelle competizioni UAFA
- Champions League araba: 1 apparizioni

2012–13: Secondo Turno

### Performance nelle competizioni AFC
- AFC Cup: 2 apparizioni

2014: Quarti di Finale
2015: Fase a Gironi